# Dorfkirche Hohen Luckow

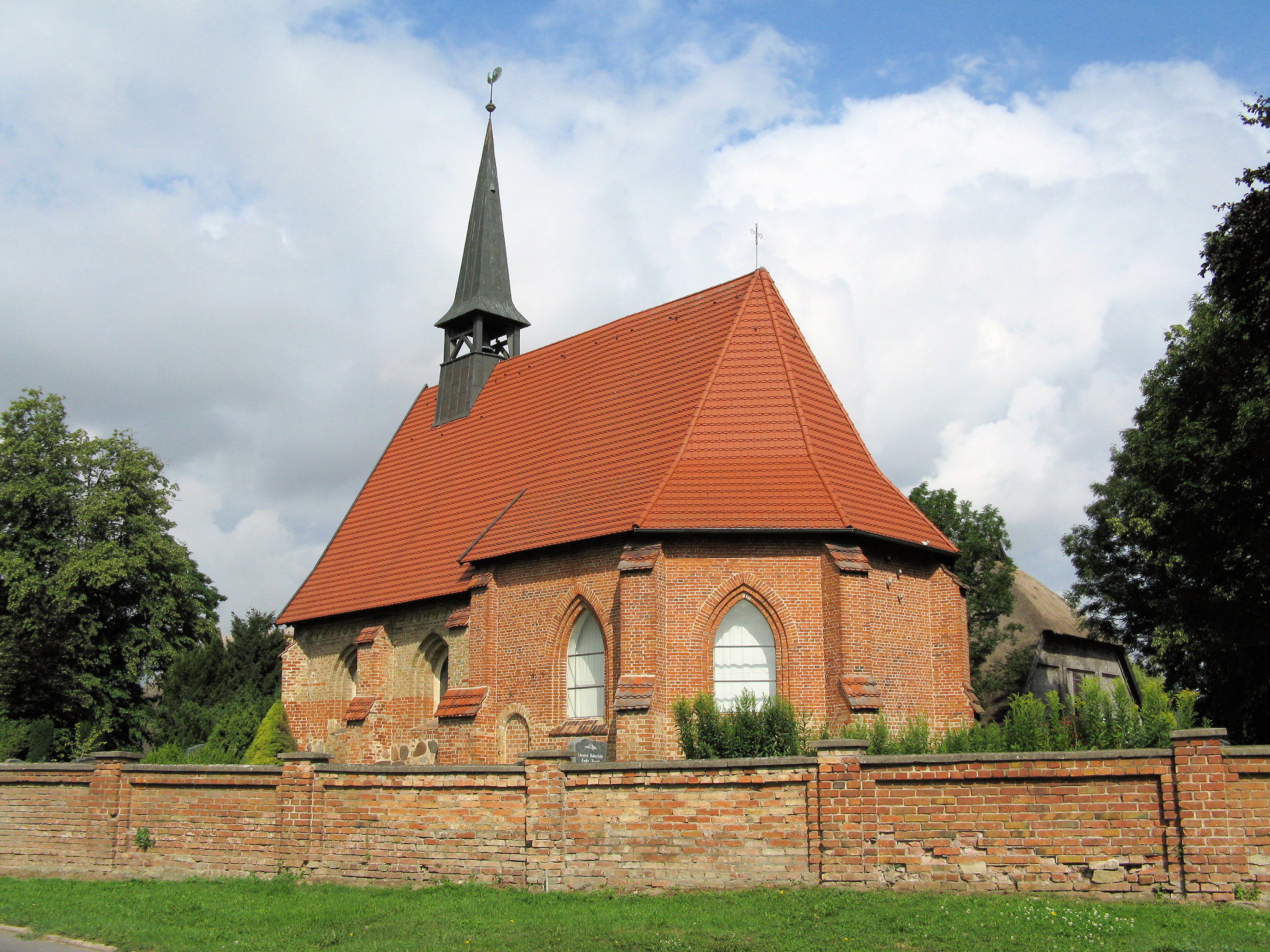
Dorfkirche Hohen Luckow

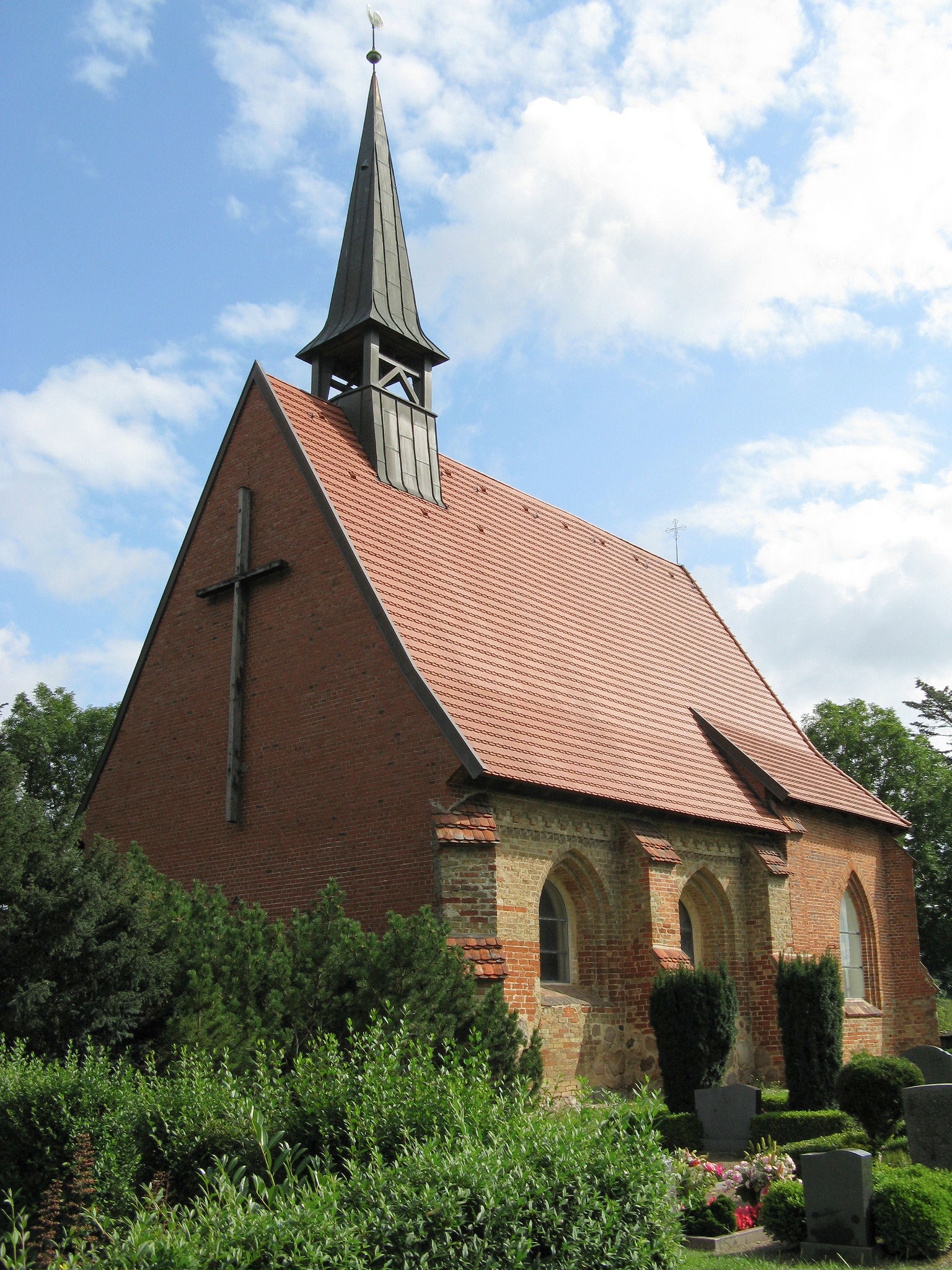
Südwestansicht

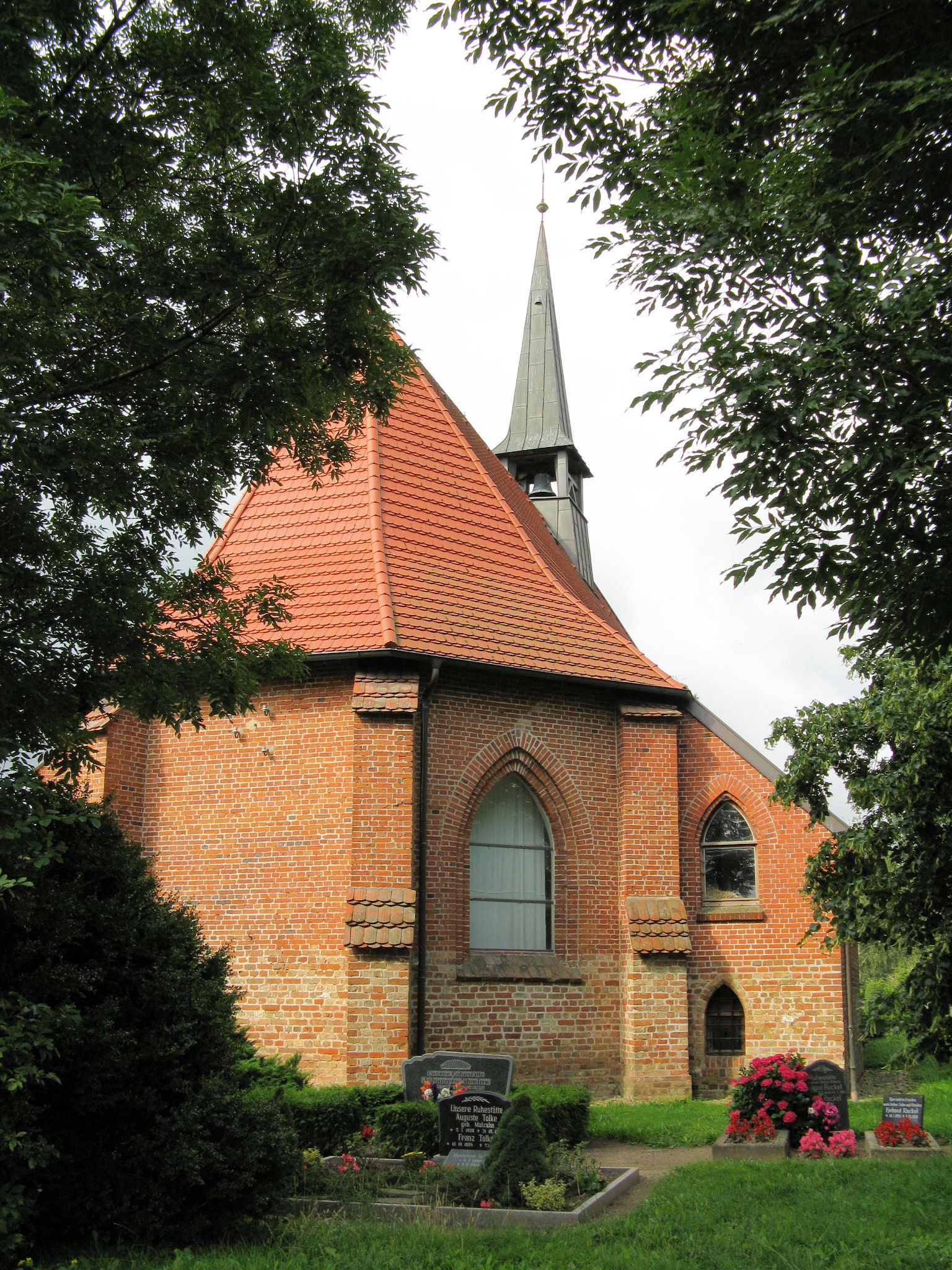
Ostansicht

Die evangelische Dorfkirche Hohen Luckow ist eine gotische Backsteinkirche im Ortsteil Bölkow der Gemeinde Satow im Landkreis Rostock in Mecklenburg-Vorpommern. Sie gehört zur Kirchengemeinde Neukirchen in der Propstei Rostock im Kirchenkreis Rostock der Evangelisch-Lutherischen Kirche in Norddeutschland (Nordkirche).

## Geschichte und Architektur
Die Kirche St. Nikolai in Hohen Luckow ist ein Backsteinbau aus der zweiten Hälfte des 15. Jahrhunderts. Das Schiff ist auf einem Feldsteinsockel  mit zwei kreuzgewölbten Jochen ausgeführt, der etwas breitere und höhere, dreiseitig geschlossene und flachgedeckte Chor wurde zu Beginn des 18. Jahrhunderts in neugotischen Formen erneuert. Beide Teile sind mit Strebepfeilern versehen. Nach einem Brand im Jahr 1934, bei dem der mittelalterliche Holzturm im Westen vernichtet wurde, fand eine durchgreifende Erneuerung der Kirche statt, bei der auch der jetzige Dachreiter errichtet wurde. In den Jahren zwischen 1995 und 2014 wurden sieben Fenster mit modernen Glasmalereien von Angelika Weingardt geschaffen.

## Ausstattung
Der Kanzelaltar aus dem Jahr 1712 mit fränkischer Herkunft zeigt einen architektonischen Aufbau mit Pilastern und Säulen, die einen kräftig geschwungenen Kanzelkorb flankieren und ist bekrönt von einem Giebel mit dem Auge der Vorsehung und Engeln. Die Altarschranken, der Taufstein und der Taufengel sind wohl gleichzeitig entstanden.
Eine reizvolle, einschwingende Westempore trägt den Orgelprospekt mit dem Wappen derer von Bassewitz und von Bülow. Die Orgel war ursprünglich ein Werk von Paul Schmidt aus dem Jahr 1772, wurde jedoch 1857 durch Friedrich Wilhelm Winzer stark umgebaut und 1997/98 durch Gerhard Schmid aus Kaufbeuren restauriert. Sie besitzt fünf Register auf einem Manual ohne Pedal.
Ein Epitaphgemälde aus dem Jahr 1734 erinnert an Hellmuth Otto von Bassewitz und zeigt den Verstorbenen kniend vor dem Gekreuzigten. Ein Grabstein wurde für Konrad von Budda († 1791) gesetzt.
Die Glocke mit dem Ton b1-1 wurde 1935 von M. & O. Ohlsson gegossen.
Ein silbervergoldeter Kelch von 1510, ein zweiter silbervergoldeter Kelch von 1591, der im zweiten Viertel des 17. Jahrhunderts erneuert wurde, sowie eine gleichzeitige Patene gehören zu den liturgischen Gefäßen der Kirche. Ein weiterer Kelch und eine Patene, beide silbervergoldet, stammen aus dem Jahr 1708. Eine silberne Dose wurde in der zweiten Hälfte des 17. Jahrhunderts geschaffen. Die silberne Taufschale stammt von 1737, eine silberne Kanne aus dem Jahr 1869. Ein Leuchterpaar aus Zinn wurde im 18. Jahrhundert gefertigt.